# Tullio Rossi
Tullio Rossi, född 28 februari 1903 i Rom, död 16 juli 1995 i Florens, var en italiensk arkitekt. Bland hans läromästare fanns Vittorio Morpurgo och Carlo Broggi. Rossi har ritat en rad kyrkor i Rom, bland andra Santi Pietro e Paolo, Natività di Nostro Signore Gesù Cristo, San Giovanni Battista de Rossi, Santa Galla, Santa Maria Regina Pacis, Santa Paola Romana, Trasfigurazione di Nostro Signore Gesù Cristo, Santa Lucia och Santa Maria Janua Coeli.

## Bilder
| - Santi Pietro e Paolo. - Natività di Nostro Signore Gesù Cristo. - Trasfigurazione di Nostro Signore Gesù Cristo. |

### Webbkällor
- ”Tullio Rossi” (på italienska). info.roma.it. Arkiverad från originalet den 20 oktober 2019. https://archive.today/20191020230548/https://www.info.roma.it/personaggi_dettaglio.asp?ID_personaggi=2794. Läst 21 oktober 2019.